# Santi Cosma e Damiano
Santi Cosma e Damiano es una localidad italiana de la provincia de Latina, región de Lazio, con 6.800 habitantes.

## Evolución demográfica
| Gráfica de evolución demográfica de Santi Cosma e Damiano entre 1861 y 2001 |
|                                                                             |
| Fuente ISTAT - elaboración gráfica de Wikipedia                             |